# Shadow Warrior 2
Pour les articles homonymes, voir Shadow Warriors (homonymie).
Shadow Warrior 2 est un jeu vidéo de tir à la première personne développé par Flying Wild Hog et édité par Devolver Digital. C’est la suite de Shadow Warrior 2013, le remake de l’original de 1997. Le jeu est sorti pour Microsoft Windows en octobre 2016, et pour PlayStation 4, Xbox One en mai 2017 et Xbox Game Pass en décembre 2018. Une suite, Shadow Warrior 3, a été révélée le 6 juillet 2020.

## Gameplay
Shadow Warrior 2 peut être joué en solo ou en multijoueur à 4 joueurs maxium,,. en mode coopératif, chaque joueur vit le récit comme Lo Wang mais voit les autres joueurs comme différents ninjas anonymes.
Les environnements de niveau sont plus ouverts et non linéaires que dans le titre précédent. De nouveaux mécanismes ont été ajoutés tels que les murs d’escalade et le double saut pour permettre une exploration plus poussée,. La structure de la mission dans Shadow Warrior 2 est moins restreinte que celle de son prédécesseur, et les joueurs peuvent désormais revisiter les missions précédentes pour réengager les ennemis précédents afin d’améliorer les compétences de Wang. Le jeu propose une zone centrale où le joueur peut acquérir des quêtes et améliorer ses capacités avant de commencer une nouvelle mission. Chaque mission, à l’exception des événements spécifiques à l’histoire, présente une conception et un contenu de niveau générés aléatoirement, y compris des dispositions de carte aléatoires, les positions des ennemis, le terrain, les bâtiments et les conditions météorologiques. Le jeu utilise un système de dommages procéduraux qui permet aux joueurs de couper les membres des ennemis et d'exploser leurs corps.
Le jeu propose plus de 70 armes différentes, variant entre les armes à feu et les lames. Tuer des ennemis augmentera le niveau des armes et récompensera le joueur avec des gemmes pour augmenter son équipement avec des propriétés d’éléments et des buffs.

## Histoire
Lo Wang reçoit une tâche des Yakuza pour récupérer un ancien bibelot du Temple du Désir. Wang accepte la tâche et se rend au temple où il récupère l’artefact. Après avoir parlé à Mamushi, le commandant en second des Yakuza, il obtient une nouvelle tâche pour sauver Kamiko, la fille du chef des Yakuza des laboratoires de Zilla. Il trouve Kamiko attachée à une table avec les jumeaux Kyokagami à l’intérieur de la pièce et Zilla la regardant à travers un moniteur. Les jumeaux injectent à Kamiko le composé 61 et elle commence à avoir des hallucinations. Wang révèle alors sa présence et les jumeaux s’enfuient pour l’attraper, tandis que d’énormes forces de soldats de ZillaCorps l’attaquent. Finalement, Wang atteint Kamiko et l’amène à Smith. Smith décide de transférer l’âme de Kamiko dans le corps de Wang jusqu’à ce qu’il comprenne comment guérir son corps. Lo Wang récupère ensuite les ingrédients nécessaires pour préparer le remède pour Smith.
Pendant ce temps, Mamushi Helka charge Lo Wang de trouver la source de la vase noire qui se répand dans les terres sauvages. Elle donne à Wang les coordonnées de l’emplacement de la source supposée. Wang trouve Mezu gardant toujours les portes comme avant. Wang est alors contacté par Maître Smith, qui lui demande de retourner dans la montagne, car ZillaCorps l’a attaqué.
Lo Wang est transporté dans des terres sauvages et essaie d’atteindre Dragon Mountain, rencontrant sur le chemin énormément de forces de ZillaCorps. Lorsque Wang atteint Smith, qui a été grièvement blessé pendant la bataille, il révèle qu’il a terminé le traitement. Dans ses derniers instants, Smith met son âme dans un Puits des âmes. Alors que Wang va administrer le remède au corps de Kamiko, le corps l’attaque, maintenant sous une forme horriblement mutée. Après un dur combat, le corps corrompu s’échappe. Soudain, Ameonna le contacte et exhorte Wang à la rencontrer à Shadow Hills. Il rencontre Gozu gardant l’entrée du temple, qui le laisse entrer. Lorsque Wang rencontre Ameonna, il lui demande d’inverser le lien de l’âme, mais il doit d’abord récupérer le corps de Kamiko et lui rendre sa forme originale.
Afin d’effectuer le rituel d’adhésion à l’âme, Ameonna a besoin du chi ancestral, que l’on peut trouver dans une arme ayant appartenu au père de Kamiko. Kamiko révèle que Mamushi Helka transporte un wakizashi que lui a donné son père. Avec cette information, Wang cherche Mamushi. Après une brève conversation, Mamushi se suicide et Wang apporte le poignard de cérémonie à Ameonna.
Gozu informe Lo Wang qu’ils ont localisé le corps de Kamiko et marque le dernier endroit connu. Wang se rend au sommet de Devil Mountain, où le corps s’est nourri de Black Rain et a muté encore plus. Après un dur combat, le corps tente de s’échapper, mais celui-ci est capturé par ZillaCorps. Wang retourne ensuite voir Gozu pour l’informer de la situation.
Ameonna révèle que le père de Kamiko devrait être à proximité d’Outer Gates. Lo Wang s’y rend et trouve Mezu. Mezu se révèle être l’Oyabun, chef des Yakuza et père de Kamiko. Il se rend ensuite à l’ancien bureau de Mamushi, tandis que Wang retourne à Ameonna. Ameonna révèle qu’elle connaissait l’identité d’Oyabun et qu’elle préparait tout pour que Kamiko meure. Elle ordonne alors à Gozu de tuer Wang, mais le premier échappe à l’attaque et doit alors combattre les Acolytes. Pendant le combat, Gozu et Ameonna s’échappent. Il retourne à Dragon Mountain et parle avec Mezu. Mezu dit qu’il voulait utiliser Kamiko pour sceller les portes extérieures et Wang révèle que son âme est à l’intérieur de son corps. Ils forment ensemble une alliance temporaire.
Mezu dit que Xing les aidera à localiser le corps de Kamiko, mais Lo Wang doit le rencontrer en personne. Après que Wang ait atteint Xing, il révèle l’histoire derrière les portes extérieures. Il y a des éons, les Anciens faisaient rage dans le chaos. Finalement, des armées de démons dirigées par Xing ont réussi à pousser le chaos dans le vide. Hoji a ensuite construit un ensemble de portes pour les garder hors du royaume des ombres, tandis que Mezu a utilisé l’âme d’Ameonna pour sceller les portes. Malheureusement, ils avaient encore besoin du pouvoir dérivé du chaos, ils ont donc utilisé Ameonna pour le canaliser, à travers ses larmes. Pendant des siècles, Enra, Mezu et Hoji ont utilisé le pouvoir pour leurs propres désirs et l’ont ensuite isolée pour protéger le flux d’énergie. La solitude et le chagrin ont lentement rendu Ameonna folle. La mort d’Enra et de Hoji était la goutte d’eau pour sa santé mentale, d’où son comportement. Xing donne alors l’emplacement du corps de Kamiko.
Avec l’emplacement du corps de Kamiko, Lo Wang fait irruption dans le QG de Zilla. Wang affronte ensuite Zilla, et, après une brève conversation, Zilla pénètre dans un robot et attaque Wang. Wang parvient à prendre le dessus dans le combat et bat Zilla. Soudain, Ameonna apparaît et vole le corps. Zilla donne une arme à Wang et ils forment une alliance temporaire afin d’arrêter Ameonna.
Lo Wang rencontre Mezu, qui révèle que Gozu a déjà transféré l’âme d’Ameonna dans le corps de Kamiko. Cela a fait muter encore plus le corps. Wang affronte alors Ameonna, la met KO et utilise l’antidote de Smith sur le corps. Mezu arrive, mais, avant qu’il ne puisse extraire l’âme d’Ameonna, Lo Wang la tue. Quelques secondes plus tard, Xing et Zilla arrivent sur les lieux. Kamiko décide de sceller les portes extérieures en utilisant son âme vivante et de rectifier les deux mondes. Elle vole ensuite vers les portes, les brisant. Hors des portes, un dragon géant émerge (sous-entendu être Kamiko) puis avale Lo Wang.

## Développement
Shadow Warrior 2 a été développé par Flying Wild Hog, le studio qui avait précédemment développé le remake de 2013 de l’original de 1997, à l’aide de son moteur interne Road Hog. Le 11 juin 2015, l’éditeur Devolver Digital a officiellement annoncé le titre. Le jeu est sorti pour Microsoft Windows le 13 octobre 2016, et pour PlayStation 4 et Xbox One en mai 2017.
| Scores         | Scores        |
| -------------- | ------------- |
| Metacritic     | (PC) 78/100   |
| Metacritic     | (PS4) 72/100  |
| Metacritic     | (XONE) 78/100 |
| Scores         |               |
| Site           | Scores        |
| Destructoid    | 7/10          |
| Game Informer  | 6.75/10       |
| GameRevolution | 4/5           |
| GameSpot       | 8/10          |
| IGN            | 8.6/10        |
| PC Gamer       | 78/100        |
| Polygon        | 5/10          |

Shadow Warrior 2 a reçu des critiques « généralement favorables », selon le site web de critique vidéoludique Metacritic.
Le score de 7/10 de Zack Furniss sur le site Destructoid a déclaré que «  Solide et a définitivement un public. Il peut y avoir des défauts difficiles à ignorer, mais l’expérience est amusante. »
Jonathan Leack de Game Revolution lui a attribué 4 étoiles sur 5 en déclarant que « Shadow Warrior 2 est en position de devenir le premier hit de l’automne 2016, car peu de joueurs en parlent, et il n’y a certainement pas grand-chose en termes de marketing ou de campagne. Même alors, sa dynamique de jeu est si bien exécutée qu’il pourrait figurer parmi les plus gros jeux de cette année. Si vous cherchez un jeu coopératif en ligne amusant pour jouer avec des amis, ce jeu est peut-être fait pour vous. Ne vous attendez pas à une histoire satisfaisante. »
Leif Johnson d’IGN a attribué au jeu une note de 8,6/10 avec le consensus « Les stupides ruses de Wang m’ont fait sourire du début à la fin, et la variété des combats au corps à corps et à distance et le butin qui en a été retiré étaient suffisamment satisfaisants. C’est très amusant en solo ou en coopération, et son faible degré de randomisation est suffisant pour garder l’action fraîche pendant, au moins, quelque temps. »
78/100 était le score donné par James Davenport sur le site PC Gamer et a déclaré que « le combat de Shadow Warrior 2 est joyeusement expressif et varié, mais miné par un humour fatigué et daté. »
Le score de 5/10 de Carli Velocci sur Polygon a déclaré que « Shadow Warrior 2 est un jeu sur le découpage et le tir à travers des hordes de monstres et de soldats. C’est à peu près une configuration aussi classique que le genre de jeu de tir à cet égard. Un joueur impatient de pirater certains démons pourrait faire bien pire. Mais tout le reste à propos de Shadow Warrior 2 semble creux. Les personnages sont sans vie, les blagues ne sont pas drôles, l’histoire ne vaut rien et les niveaux sont répétitifs. Il pourrait y avoir une place pour un jeu de style 1997 en 2016 quelque chose de simples avec une focalisation étroite qui joue sur de nombreuses traditions ennuyeuses, sexistes et paresseuses que le jeu a laissées derrière.

### Ventes
Flying Wild Hog annonce que Shadow Warrior 2, a quadruplé son lancement commercial par rapport au remake de Shadow Warrior en 2013, déclarant : « Nous ne pourrions pas être plus heureux de la réception de Shadow Warrior 2. [.] Que nos fans et critiques aient largement applaudi nos efforts signifie beaucoup pour nous ».